# Pont de Grenelle
El pont de Grenelle és un pont de París, construït el 1827.

## Geografia
El pont de Grenelle salva el Sena de la rue Linois (15è districte) a la rue Maurice Bourdet, al 16è, salvant l'Île aux Cygnes, delimitant una zona riu avall, on hi ha una rèplica de l'Estàtua de la Llibertat.

## Història
El primer pont de Grenelle va ser concebut per l'arquitecte Mallet, a la iniciativa dels promotors dels barris Beaugrenelle. El 1873, s'enfonsa totalment, i, un any més tard, es pren la decisió de construir un pont de fosa de sis arcs concebut per dos enginyers Vaudrey i Pesson.
De 1966 a 1968, tres enginyers: Thenault, Grattesat, i Pilon construeixen el pont actual.

## Arquitectura
El pont implica dues voltes metàl·liques principals de 85m, salvant els dos braços del Sena, una volta de 20m sobre l'illa dels Cignes i dues voltes de 15m de betó, que salven els molls de la riba dreta i la riba esquerra. La longitud total del pont és de 220m, la seva amplada de 30m (22m per a la calçada, i 8m per a les dues voreres).

## Vegeu també

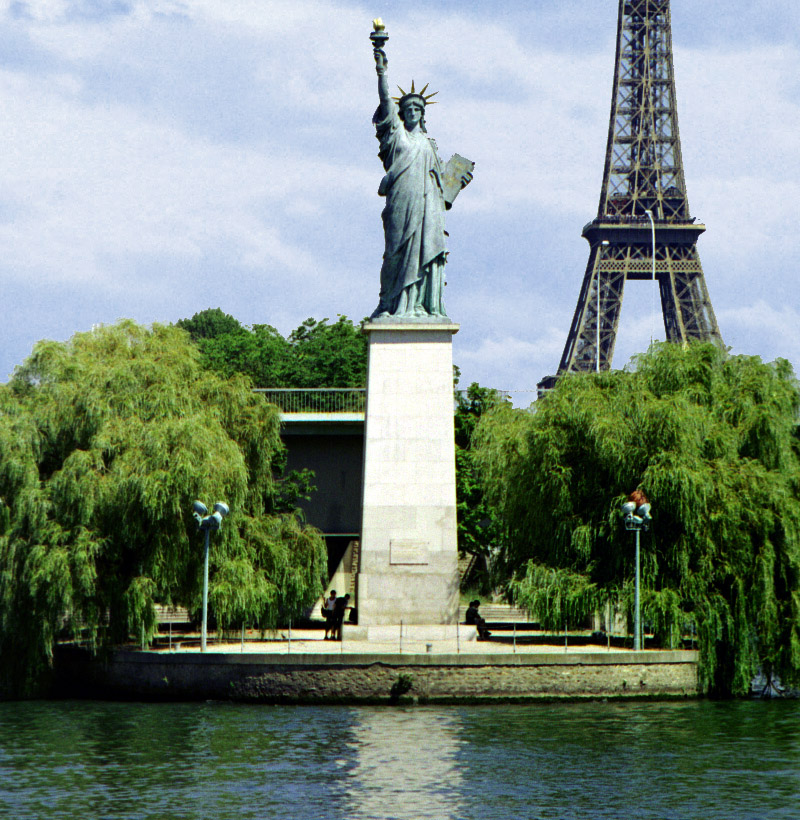
El pont darrere l'Estàtua de la Llibertat